# Margrete Auken
 Der er flere personer med dette navn, se Auken.
Margrete Gunnarsdatter Auken (født 6. januar 1945 i Aarhus) er en dansk præst og politiker. Hun har siddet i Europa-Parlamentet for Socialistisk Folkeparti i Gruppen af De Grønne/Europæiske Frie Alliance siden 2004. Den grønne gruppe i Europa-Parlamentet består af grønne partier på tværs af Europa. I perioden 2014-2019 har hun siddet i Europa-Parlamentets miljøudvalg, borgerklageudvalget, og været næstformand i delegationen for forbindelser til Palæstina. Før Margrete Auken blev medlem af Europa-Parlamentet, var hun medlem af Folketinget for SF 1979-1990 og igen 1994-2004.

## Baggrund
Margrete Auken blev født i Århus i 1945 som datter af dr.med. Gunnar Auken og dr.med. Kirsten Auken. 
Hun er lillesøster til den forhenværende socialdemokratiske folketingspolitiker Svend Auken.
Hun gik på Zahles Seminarieskole 1951-60 og blev klassisk-sproglig student fra Østersøgades Gymnasium i 1963. Auken blev cand.theol. fra Københavns Universitet i 1971 og efter sin uddannelse sognepræst ved Frederiksberg Kirke fra 1972.
Margrete Auken er mor til folketingsmedlem og tidligere miljøminister Ida Auken, programchef i Danmission Kirsten Auken, samt lektor Sune Auken.

## Politiske karriere
Socialistisk Folkeparti – Midlertidigt medlem for Frederiksborg Amtskreds 14. nov.-15. dec. 1978. Folketingsmedlem 23. okt. 1979-11. dec. 1990 og 21. sept. 1994-30. juni 2004. Medlem af Folketingets Præsidium 1994-2004.
Medlem af Studenterrådet ved Københavns Universitet 1963-65, af præsidiet 1963-64. Medlem af bestyrelsen for Studenterkredsen 1968-70, formand 1972-74. Medlem af Københavns Borgerrepræsentation 1. sept.-8. nov. 1979. Medlem af Københavns Stifts flygtningeudvalg fra 1992.
Medlem af Nordisk Råd 1982-90, af præsidiet 1986-89. Medlem af repræsentantskabet for Danmarks Naturfredningsforening fra 1982. Jurymedlem af International Water Tribunal i Rotterdam 1983. Medlem af Justitsministeriets Færdselssikkerhedskommission 1986-90 og fra 1994. Suppleant i Justitsministeriets Dyreforsøgsråd 1991-93, medlem fra 1993. Medlem af Europarådet fra 1999.
Partiets kandidat i Frederiksberg Slotskreds fra 1975, i Fredensborgkredsen fra 1977, i Hillerødkredsen fra 1981, i Frederiksværkkredsen fra 1990, igen i Fredensborgkredsen fra 1994 og i Hillerødkredsen fra 1998.
I Europa-Parlamentet er hun næstformand for Delegationen for Forbindelserne med Det Palæstinensiske Lovgivende Råd og medlem af Udvalget for Andragender.
Med læge Peter C. Gøtzsche har Auken agiteret for åbenhed ved kliniske forsøg.

## Udgivelser
Medforfatter til bøgerne Dåben, 1977, Kirkens Mund og Mæle, 1992, og 24 julesalmer og sange, 2001. Har desuden skrevet artikler og kronikker om miljø, trafik, kirkespørgsmål og bioetik samt udenrigs- og bistandspolitik.